# دورة الزئبق

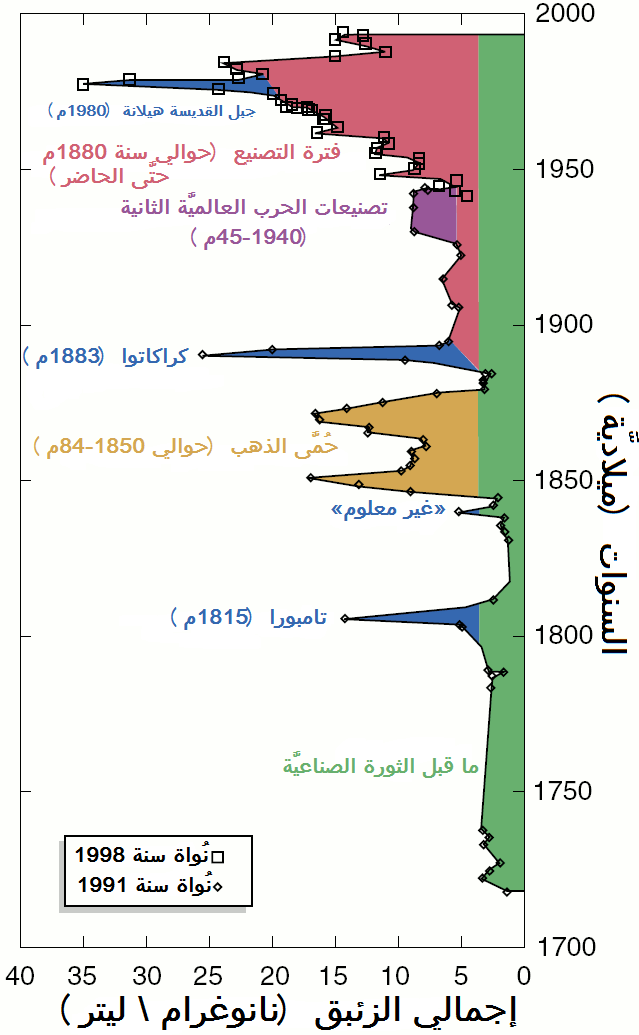
كمية الزئبق في الغلاف الجوي العلوي على مدى آخر 270 سنة مضت.

دورة الزئبق هو الدورة البيولوجية الكيميائية التي تحدث للزئبق. يتميز الزئبق بكونه المعدن الثقيل الوحيد الذي يوجد سائلا في درجة حرارة الغرفة.هو معدن متقلب ويتبخر، على الرغم من أنه يحتاج الكثير من الوقت للقيام بذلك.

## العمليات
يحدث معظم الزئبق الطبيعية والزنجفر، [1] HGS. هنا الزئبق (HG2 +) لا بد بإحكام جدا الكبريت، ولكن ببطء التجوية تطلق الزئبق في البيئة. وهناك أيضا كميات ضئيلة من الزئبق في الفحم. تعدين الزئبق أو حرق الفحم النتائج في الإفراج عن الزئبق. البراكين وحرائق الغابات هي أيضا مصادر الزئبق. [بحاجة لمصدر]
مصانع الكلور، من بين مصادر أخرى، إطلاق الزئبق في الغلاف الجوي. [2] يترسب هذا الزئبق مرة أخرى على الأراضي والمياه. ويمكن تحويل الزئبق غير العضوي بواسطة البكتيريا في الموجبة العضوية الفلزية المعروفة باسم ميثيل الزئبق، CH3Hg +، [بحاجة لمصدر] الذي يتراكم في الأسماك مثل التونة وسمك أبو سيف. [2] وعلى مدى فترات طويلة من الزمن، وبعض الزئبق يعيد توحيد مع الكبريت ودفنت في الرواسب . ثم، ودورة يكرر نفسه مرة أخرى. 